# Vehicul comercial ușor

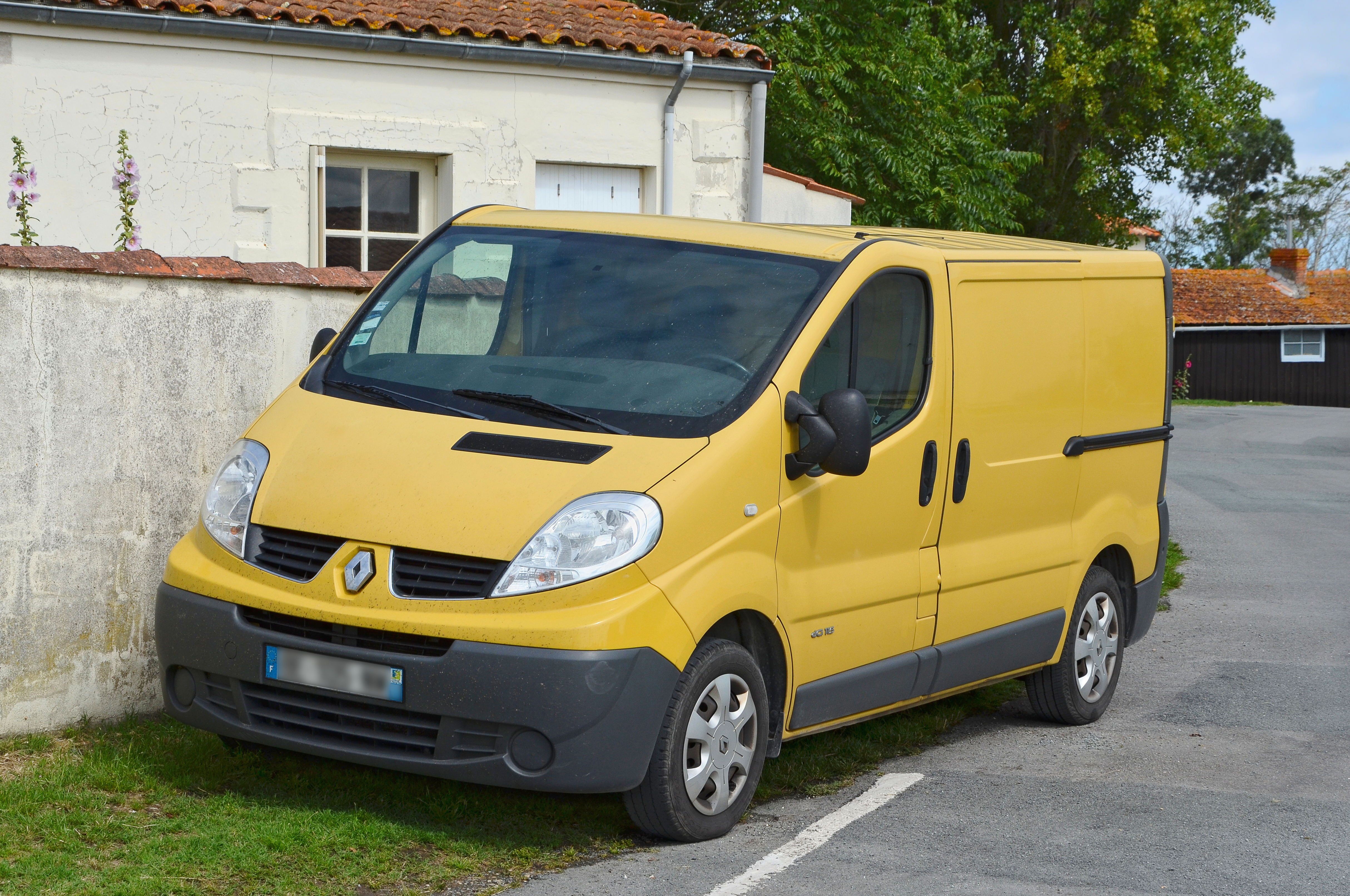
Renault Trafic din 2006, disponibil și ca Opel/Vauxhall

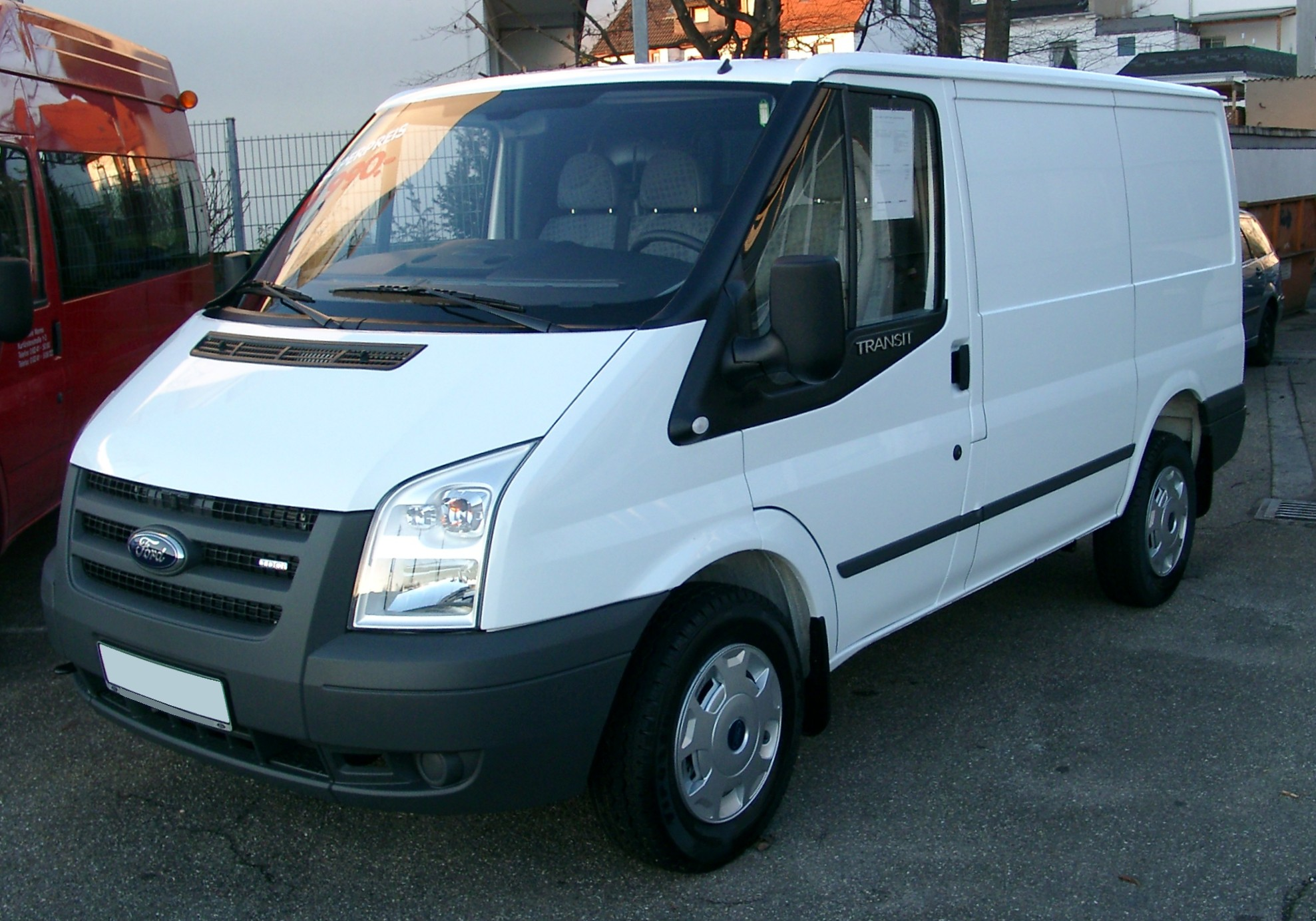
Ford Transit (2007)

Un vehicul comercial ușor (LCV) în Uniunea Europeană, Australia și Noua Zeelandă este un vehicul de transport comercial cu o greutate brută a vehiculului de cel mult 3,5 tone. Denumirea LCV este, de asemenea, folosită ocazional atât în Canada, cât și în Irlanda (unde termenul de furgonetă comercială este folosit mai frecvent).
Vehiculele comerciale ușoare eligibile includ camionete, camionete și vehicule cu trei roți – toate vehiculele comerciale de transport de bunuri sau de pasageri. Conceptul de LCV a fost creat ca un camion compact și este de obicei optimizat pentru a fi construit dur, pentru a avea costuri de operare scăzute și motoare puternice, dar eficiente din punct de vedere al consumului de combustibil și pentru a fi utilizat în operațiunile din interiorul orașului.